# HAL HT-2
Hindustan HT-2 byl indický dvoumístný letoun pro základní výcvik zkonstruovaný a vyráběný společností Hindustan Aeronautics Limited. V roce 1953 se HT-2 stal první konstrukcí společnosti která vstoupila do sériové výroby a služby u letectva a námořnictva Indie, kde nahradil typ de Havilland Tiger Moth.
Jednalo se o samonosný dolnoplošník s pevným podvozkem záďového typu. Stroj disponoval uzavřeným kokpitem tandemového uspořádání s dvojím řízením a jeho pohon zajišťoval  invertní čtyřválcový řadový motor Cirrus Major III o výkonu  155 hp (116 kW). První prototyp poháněl invertní řadový čtyřválec de Havilland Gipsy Major Mk.10.[zdroj⁠?!] Od roku 1981 bylo zbylých 22 exemplářů modernizováno instalací plochého motoru Lycoming O-320-H.[zdroj⁠?!]
Kromě užití ozbrojenými silami byl typ užíván i civilními pilotními školami a aerokluby.

## Uživatelé
- Ghana
  - Ghanské letectvo - v letech 1959-1974 obdrželo 12 kusů
- Indie
  - Indické letectvo
  - Indické námořní letectvo

## Specifikace

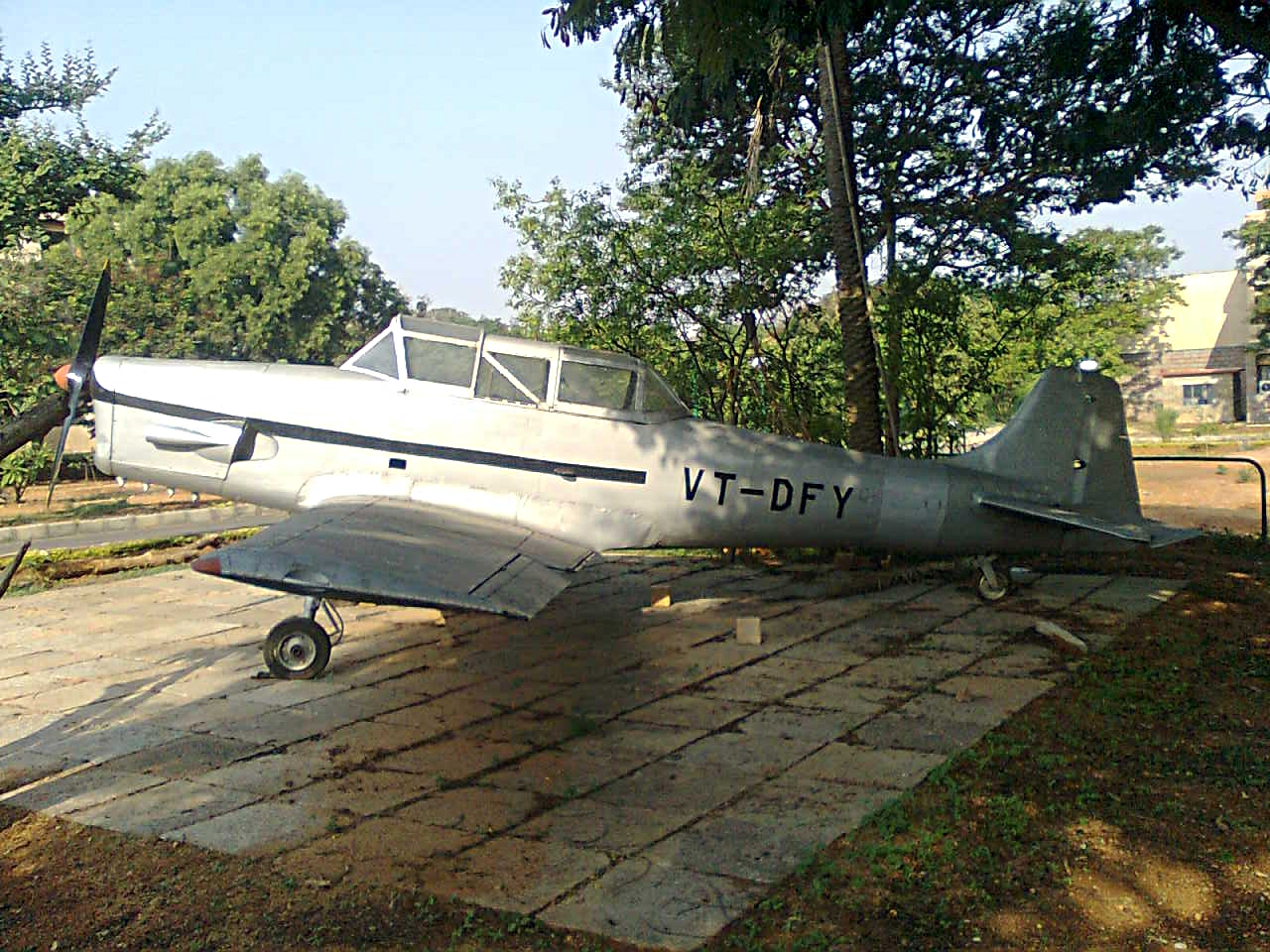
HT-2 vystavený v Indian Institute of Science, Bangalore

Údaje podle Jane's All The World's Aircraft 1953–54

### Technické údaje
- Osádka: 2 (instruktor a žák)
- Rozpětí: 10,72 m  (35 stop a 2 palce)
- Délka: 7,53 m (24 stop a 8 palců)
- Výška: 2,74 m (9 stop)
- Nosná plocha: 16,0 m² (172 čtverečních stop)
- Štíhlost křídla: 7,13:1
- Profil křídla: NACA 23012
- Prázdná hmotnost: 699 kg (1 540 liber)
- Vzletová hmotnost: 1 016 kg  (2 240 lb)
- Pohonná jednotka: 1 × vzduchem chlazený čtyřválcový invertní řadový motor Blackburn Cirrus Major III
- Výkon pohonné jednotky: 116 kW (155 hp)

### Výkony
- Maximální rychlost: 209 km/h (113 uzlů, 130 mph)
- Cestovní rychlost: 185 km/h (100 uzlů, 115 mph)
- Pádová rychlost: 84 km/h (45 uzlů, 52 mph)
- Přistávací rychlost: 92 km/h
- Dolet: 563 km (304 námořních mil, 350 mil)
- Dostup: 4 400 m (14 500 stop)
- Stoupavost: 4,1 m/s (800 stop za minutu)